# Conostylis pauciflora
Conostylis pauciflora là một loài thực vật có hoa trong họ Huyết bì thảo. Loài này được Hopper mô tả khoa học đầu tiên năm 1978.